# Loderstellen
Beim Loderstellen handelte es sich um eine im bayerischen Oberland verbreitete Form des Rügegerichts, mit dem man Menschen wegen unzüchtigen Verhaltens verspottete. Während im Schwäbischen ein aus Stroh gefertigtes Schwein in ein Haus geworfen wurde, in dem sich sexueller Ausschweifungen Beschuldigte befanden, wurde im Altbayrischen eine aus Stroh geformte und mit alten Gewändern gekleidete menschliche Figur (sog. „Loder“) vor das Haus gestellt, an denen man einen Zettel befestigte, der in Reimform das Vergehen des Beschuldigten beschrieb.
Hatte sich ein Bauer mit der Magd vergangen und war die Schande ruchbar geworden, stellte man einen gefüllten Mistwagen auf das Dach des Sünders. Hierzu wurden die Einzelteile des Wagens auf dem Dach montiert und der so angebrachte Wagen dort gefüllt. In diesem Fall spricht man von Mistwagenstellen.